# Crown Jewel (2021)
Crown Jewel (2021) – gala wrestlingu wyprodukowana przez federację WWE dla zawodników z brandów Raw i SmackDown. Odbyła się 21 października 2021 w Mohammed Abdo Arena w Rijadzie w Arabii Saudyjskiej. Emisja była przeprowadzana na żywo za pośrednictwem serwisu strumieniowego Peacock w Stanach Zjednoczonych i WWE Network na całym świecie oraz w systemie pay-per-view. Była trzecia gala w chronologii cyklu Crown Jewel.
Podczas gali odbyło się dziesięć walk, w tym jedna podczas pre-show. W walce wieczoru, Roman Reigns pokonał Brocka Lesnara broniąc Universal Championship. W innych ważnych walkach Becky Lynch pokonała Biancę Belair i Sashę Banks w Triple Threat matchu broniąc SmackDown Women’s Championship, Big E pokonał Drew McIntyre’a i obronił WWE Championship, Xavier Woods wygrał turniej King of the Ring, Zelina Vega wygrała inauguracyjny turniej Queen’s Crown, Goldberg pokonał Bobby’ego Lashleya w No Holds Barred Falls Count Anywhere matchu oraz Edge pokonał Setha Rollinsa w Hell in a Cell matchu.

## Produkcja
Crown Jewel oferowało walki profesjonalnego wrestlingu z udziałem wrestlerów należących do brandów Raw i SmackDown. Wyreżyserowane rywalizacje (storyline’y) były kreowane podczas cotygodniowych gal Raw i SmackDown. Wrestlerzy są przedstawieni jako heele (negatywni, źli zawodnicy i najczęściej wrogowie publiki) i face’owie (pozytywni, dobrzy i najczęściej ulubieńcy publiki), którzy rywalizują pomiędzy sobą w seriach walk mających budować napięcie. Kulminacją rywalizacji jest walka wrestlerska lub ich seria.

### Rywalizacje
Po tym, jak Roman Reigns zachował Universal Championship na SummerSlam, skonfrontował się z powracającym Brockiem Lesnarem w swoim pierwszym występie od czasu WrestleManii 36 w kwietniu 2020 roku. 10 września na odcinku SmackDown, Lesnar ponownie pojawił się, by skonfrontować się z Reignsem i twierdził, że jego były adwokat, Paul Heyman, który służył jako specjalny doradca Reignsa od sierpnia 2020 roku, wiedział, że Lesnar będzie obecny na SummerSlam, próbując wywołać niezgodę. między Reignsem i Heymanem. Lesnar następnie wyzwał Heymana do zaakceptowania walki z Reigns o Universal Championship. Później tej nocy zirytowany Reigns przyjął wyzwanie. 16 września WWE ogłosiło, że walks odbędzie się na Crown Jewel, choć niekoniecznie o Universal Championship, tak jak przed Crown Jewel, Reigns miał zaplanowaną obronę tytułu przeciwko „The Demon” Finnowi Bálorowi na Extreme Rules. Reigns zachował tytuł na tej gali, dzięki czemu oficjalnie zmierzy się z Lesnarem na Crown Jewel o Universal Championship.
Na SummerSlam, Bianca Belair miała bronić SmackDown Women’s Championship przeciwko Sashy Banks, jednak przed rozpoczęciem walki ogłoszono, że Banks nie może się pojawić z nieznanych powodów. Następnie Becky Lynch niespodziewanie powróciła w swoim pierwszym występie od czasu Raw po Money in the Bank w maju 2020 roku. Lynch wyzwała Belair, która się zgodziła na walkę, a Lynch pokonała ją w 26 sekund, aby zdobyć tytuł. Na Extreme Rules, Lynch broniła tytuł przeciwko Belair, jednak Banks zaatakowała zarówno Belair, jak i Lynch, powodując, że walka zakończyła się bez rezultatu. Na Crown Jewel ogłoszono Triple Threat match pomiędzy tymi trzema kobietami o SmackDown Women’s Championship.
Na SummerSlam, Bobby Lashley obronił WWE Championship przeciwko WWE Hall of Famerowi Goldbergowi. Lashley został ogłoszony zwycięzcą po tym, jak sędzia zakończył walkę z powodu kontuzji kolana Goldberga i uniemożliwienia mu kontynuowania pojedynku. Po walce, gdy Lashley nadal atakował Goldberga, jego 15-letni syn Gage wyszedł i wskoczył na plecy Lashleya. Lashley następnie zastosował Hurt Lock na Gage’a tylko po to, by go uwolnić i uciec, ponieważ Goldberg pomagał jego synowi. Goldberg wtedy nie pojawiał się w telewizji z powodu kontuzji (kayfabe), podczas gdy Lashley stracił mistrzostwo na rzecz Big E. Goldberg powrócił 4 października na odcinku Raw i ogłosił, że zabije Lashleya za to, co zrobił swojemu synowi. Lashley wyszedł i stwierdził, że jego atak na Gage’a był nieporozumieniem, w co Goldberg nie chciał uwierzyć. Lashley następnie stwierdził, że zmierzy się z Goldbergiem w Crown Jewel pod warunkiem, że stypulacją walki będzie No Holds Barred, co Goldberg chętnie zaakceptował. W dniu gali ogłoszono, że walki będzie miała dodatkową stypulację Falls Count Anywhere.
1 października na odcinku SmackDown, WWE ogłosiło powrót turnieju King of the Ring, oraz powstanie żeńskiego odpowiednika pod tytułem Queen’s Crown. W turniejach King of the Ring oraz Queen’s Crown wzięło udział po 8 wrestlerów i wrestlerek podzielonych równo pomiędzy brandy Raw i SmackDown. Turnieje rozpoczęły się 8 października na odcinku SmackDown a finały zabookowano na Crown Jewel.
Na Money in the Bank, Seth Rollins kosztował Edge’owi jego walkę o Universal Championship, ponieważ Rollins uznał, że zasłużył na walkę o tytuł, a Edge wyprzedził go. Doprowadziło to do walki na SummerSlam, którą wygrał Edge. Niezadowolony Rollins wyzwał Edge’a na rewanż, który miał miejsce 10 września na odcinku SmackDown, który wygrał Rollins. Rollins nadal był jednak niezadowolony, ponieważ był obrażony, że Edge nazwał go "Edge Lite" i że Edge nie ogłosił swojej emerytury. Wezwał Edge’a, aby pojawił się na SmackDown i zaakceptował kolejny rewanż. Na odcinku z 1 października, Edge pojawił się, aby skonfrontować się z Rollinsem, ponieważ Rollins myślał, że Edge się nie pojawi, zamiast tego udał się bezpośrednio do domu Edge’a i zaczął czuć się jak w domu. W następnym tygodniu na SmackDown, Edge zaatakował Rollinsa i wyzwał go na walkę Hell in a Cell, który został zaplanowany na Crown Jewel.

## Wyniki walk
| Nr                                                                   | Wyniki                                                                                             | Stypulacje                                               | Czas  |
| -------------------------------------------------------------------- | -------------------------------------------------------------------------------------------------- | -------------------------------------------------------- | ----- |
| 1P                                                                   | The Usos (Jey Uso i Jimmy Uso) pokonali The Hurt Business (Cedrica Alexandra i Sheltona Benjamina) | Tag Team match                                           | 10:40 |
| 2                                                                    | Edge pokonał Setha Rollinsa                                                                        | Hell in a Cell match                                     | 27:40 |
| 3                                                                    | Mansoor pokonał Mustafę Alego                                                                      | Singles match                                            | 10:00 |
| 4                                                                    | RK-Bro (Randy Orton i Riddle) (c) pokonali AJ Stylesa i Omosa                                      | Tag Team match o WWE Raw Tag Team Championship           | 8:40  |
| 5                                                                    | Zelina Vega pokonała Doudrop                                                                       | Finał turnieju Queen’s Crown                             | 5:55  |
| 6                                                                    | Goldberg pokonał Bobby’ego Lashleya                                                                | No Holds Barred Falls Count Anywhere match               | 11:25 |
| 7                                                                    | Xavier Woods pokonał Finna Bálora                                                                  | Finał turnieju King of the Ring                          | 9:40  |
| 8                                                                    | Big E (c) pokonał Drew McIntyre’a                                                                  | Singles match o WWE Championship                         | 13:25 |
| 9                                                                    | Becky Lynch (c) pokonała Biancę Belair i Sashę Banks                                               | Triple Threat match o WWE SmackDown Women’s Championship | 19:25 |
| 10                                                                   | Roman Reigns (c) (z Paulem Heymanem) pokonał Brocka Lesnara                                        | Singles match o WWE Universal Championship               | 12:20 |
| (c) – mistrz/mistrzyni przed walkąP – walka miała miejsce w pre-show | |                                                          |       |

### Turniej King of the Ring
|  |                                                               |                                                               |                                                               |              |      |                                                             |                                                             |                                                             |  |  |                                     |                                     |                                     |
|  | Ćwierćfinały SmackDown (8 października) Raw (11 października) | Ćwierćfinały SmackDown (8 października) Raw (11 października) | Ćwierćfinały SmackDown (8 października) Raw (11 października) |              |      | Półfinały SmackDown (15 października) Raw (18 października) | Półfinały SmackDown (15 października) Raw (18 października) | Półfinały SmackDown (15 października) Raw (18 października) |  |  | Finał Crown Jewel (21 października) | Finał Crown Jewel (21 października) | Finał Crown Jewel (21 października) |
|  | Ćwierćfinały SmackDown (8 października) Raw (11 października) | Ćwierćfinały SmackDown (8 października) Raw (11 października) | Ćwierćfinały SmackDown (8 października) Raw (11 października) |              |      | Półfinały SmackDown (15 października) Raw (18 października) | Półfinały SmackDown (15 października) Raw (18 października) | Półfinały SmackDown (15 października) Raw (18 października) |  |  | Finał Crown Jewel (21 października) | Finał Crown Jewel (21 października) | Finał Crown Jewel (21 października) |
|  |                                                               |                                                               |                                                               |              |      |                                                             |                                                             |                                                             |  |  |                                     |                                     |                                     |
|  |                                                               |                                                               |                                                               |              |      |                                                             |                                                             |                                                             |  |  |                                     |                                     |                                     |
|  | Rey Mysterio                                                  | Rey Mysterio                                                  | 8:00                                                          |              |      |                                                             |                                                             |                                                             |  |  |                                     |                                     |                                     |
|  | Rey Mysterio                                                  | Rey Mysterio                                                  | 8:00                                                          |              |      |                                                             |                                                             |                                                             |  |  |                                     |                                     |                                     |
|  | Sami Zayn                                                     | Sami Zayn                                                     | Pin                                                           |              |      |                                                             |                                                             |                                                             |  |  |                                     |                                     |                                     |
|  | Sami Zayn                                                     | Sami Zayn                                                     | Pin                                                           |              |      | Sami Zayn                                                   | Sami Zayn                                                   | 11:25                                                       |  |  |                                     |                                     |                                     |
|  |                                                               |                                                               |                                                               |              |      | Sami Zayn                                                   | Sami Zayn                                                   | 11:25                                                       |  |  |                                     |                                     |                                     |
|  |                                                               |                                                               | Finn Bálor                                                    | Finn Bálor   | Pin  |                                                             |                                                             |                                                             |  |  |                                     |                                     |                                     |
|  | Cesaro                                                        | Cesaro                                                        | Finn Bálor                                                    | Finn Bálor   | Pin  | 11:25                                                       |                                                             |                                                             |  |  |                                     |                                     |                                     |
|  | Cesaro                                                        | Cesaro                                                        |                                                               |              |      |                                                             |                                                             |                                                             |  |  |                                     |                                     |                                     |
|  | Finn Bálor                                                    | Finn Bálor                                                    | Pin                                                           |              |      |                                                             |                                                             |                                                             |  |  |                                     |                                     |                                     |
|  | Finn Bálor                                                    | Finn Bálor                                                    | Pin                                                           |              |      | Finn Bálor                                                  | Finn Bálor                                                  | 9:40                                                        |  |  |                                     |                                     |                                     |
|  |                                                               |                                                               |                                                               |              |      |                                                             |                                                             |                                                             |  |  |                                     |                                     |                                     |
|  |                                                               |                                                               | Xavier Woods                                                  | Xavier Woods | Pin  |                                                             |                                                             |                                                             |  |  |                                     |                                     |                                     |
|  | Xavier Woods                                                  | Xavier Woods                                                  | Xavier Woods                                                  | Xavier Woods | Pin  | Pin                                                         |                                                             |                                                             |  |  |                                     |                                     |                                     |
|  | Xavier Woods                                                  | Xavier Woods                                                  |                                                               |              |      |                                                             |                                                             |                                                             |  |  |                                     |                                     |                                     |
|  | Ricochet                                                      | Ricochet                                                      | 10:55                                                         |              |      |                                                             |                                                             |                                                             |  |  |                                     |                                     |                                     |
|  | Ricochet                                                      | Ricochet                                                      | 10:55                                                         |              |      | Xavier Woods                                                | Xavier Woods                                                | Pin                                                         |  |  |                                     |                                     |                                     |
|  |                                                               |                                                               |                                                               |              |      | Xavier Woods                                                | Xavier Woods                                                | Pin                                                         |  |  |                                     |                                     |                                     |
|  |                                                               |                                                               | Jinder Mahal                                                  | Jinder Mahal | 9:40 |                                                             |                                                             |                                                             |  |  |                                     |                                     |                                     |
|  | Kofi Kingston                                                 | Kofi Kingston                                                 | Jinder Mahal                                                  | Jinder Mahal | 9:40 | 8:55                                                        |                                                             |                                                             |  |  |                                     |                                     |                                     |
|  | Kofi Kingston                                                 | Kofi Kingston                                                 |                                                               |              |      |                                                             |                                                             |                                                             |  |  |                                     |                                     |                                     |
|  | Jinder Mahal                                                  | Jinder Mahal                                                  | Pin                                                           |              |      |                                                             |                                                             |                                                             |  |  |                                     |                                     |                                     |
|  | Jinder Mahal                                                  | Jinder Mahal                                                  | Pin                                                           |              |      |                                                             |                                                             |                                                             |  |  |                                     |                                     |                                     |

### Turniej Queen’s Crown
|  | Ćwierćfinały SmackDown (8 października) Raw (11 października) | Ćwierćfinały SmackDown (8 października) Raw (11 października) | Ćwierćfinały SmackDown (8 października) Raw (11 października) |          |                | Półfinały SmackDown (15 października) Raw (18 października) | Półfinały SmackDown (15 października) Raw (18 października) | Półfinały SmackDown (15 października) Raw (18 października) |  |  | Finał Crown Jewel (21 października) | Finał Crown Jewel (21 października) | Finał Crown Jewel (21 października) |  |
|  |                                                               |                                                               |                                                               |          |                |                                                             |                                                             |                                                             |  |  |                                     |                                     |                                     |  |
|  | Zelina Vega                                                   | Zelina Vega                                                   | Pin                                                           |          |                |                                                             |                                                             |                                                             |  |  |                                     |                                     |                                     |  |
|  | Zelina Vega                                                   | Zelina Vega                                                   | Pin                                                           |          |                |                                                             |                                                             |                                                             |  |  |                                     |                                     |                                     |  |
|  | Toni Storm                                                    | Toni Storm                                                    | 2:10                                                          |          |                |                                                             |                                                             |                                                             |  |  |                                     |                                     |                                     |  |
|  | Toni Storm                                                    | Toni Storm                                                    | 2:10                                                          |          | Zelina Vega    | Zelina Vega                                                 | Pin                                                         |                                                             |  |  |                                     |                                     |                                     |  |
|  | SmackDown                                                     |                                                               |                                                               |          | Zelina Vega    | Zelina Vega                                                 | Pin                                                         |                                                             |  |  |                                     |                                     |                                     |  |
|  |                                                               |                                                               | Carmella                                                      | Carmella | 2:40           |                                                             |                                                             |                                                             |  |  |                                     |                                     |                                     |  |
|  | Liv Morgan                                                    | Liv Morgan                                                    | Carmella                                                      | Carmella | 2:40           | 1:40                                                        |                                                             |                                                             |  |  |                                     |                                     |                                     |  |
|  | Liv Morgan                                                    | Liv Morgan                                                    |                                                               |          |                |                                                             |                                                             |                                                             |  |  |                                     |                                     |                                     |  |
|  | Carmella                                                      | Carmella                                                      | Pin                                                           |          |                |                                                             |                                                             |                                                             |  |  |                                     |                                     |                                     |  |
|  | Carmella                                                      | Carmella                                                      | Pin                                                           |          | Zelina Vega    | Zelina Vega                                                 | Pin                                                         |                                                             |  |  |                                     |                                     |                                     |  |
|  |                                                               |                                                               |                                                               |          |                |                                                             |                                                             |                                                             |  |  |                                     |                                     |                                     |  |
|  |                                                               |                                                               | Doudrop                                                       | Doudrop  | 5:55           |                                                             |                                                             |                                                             |  |  |                                     |                                     |                                     |  |
|  | Dana Brooke                                                   | Dana Brooke                                                   | Doudrop                                                       | Doudrop  | 5:55           | 1:25                                                        |                                                             |                                                             |  |  |                                     |                                     |                                     |  |
|  | Dana Brooke                                                   | Dana Brooke                                                   |                                                               |          |                |                                                             |                                                             |                                                             |  |  |                                     |                                     |                                     |  |
|  | Shayna Baszler                                                | Shayna Baszler                                                | Pin                                                           |          |                |                                                             |                                                             |                                                             |  |  |                                     |                                     |                                     |  |
|  | Shayna Baszler                                                | Shayna Baszler                                                | Pin                                                           |          | Shayna Baszler | Shayna Baszler                                              | 2:45                                                        |                                                             |  |  |                                     |                                     |                                     |  |
|  | Raw                                                           |                                                               |                                                               |          | Shayna Baszler | Shayna Baszler                                              | 2:45                                                        |                                                             |  |  |                                     |                                     |                                     |  |
|  |                                                               |                                                               | Doudrop                                                       | Doudrop  | Pin            |                                                             |                                                             |                                                             |  |  |                                     |                                     |                                     |  |
|  | Doudrop                                                       | Doudrop                                                       | Doudrop                                                       | Doudrop  | Pin            | Pin                                                         |                                                             |                                                             |  |  |                                     |                                     |                                     |  |
|  | Doudrop                                                       | Doudrop                                                       |                                                               |          |                |                                                             |                                                             |                                                             |  |  |                                     |                                     |                                     |  |
|  | Natalya                                                       | Natalya                                                       | 3:00                                                          |          |                |                                                             |                                                             |                                                             |  |  |                                     |                                     |                                     |  |